# Emmanuel Aznar
Emmanuel Aznar (Sidi Bel Abbès, 23 de dezembro de 1915 - Marselha, 4 de outubro de 1970) foi um futebolista francês de origem espanhola, nascido na antiga colônia da Argélia, que atuava como atacante. 
Ídolo e um dos maiores goleadores da história do Olympique de Marseille, defendeu ainda SC Bel-Abbès e  EF Marseille-Provence.

## Títulos
Olympique de Marseille
- Campeonato Francês: 1936-37 e 1947-48
- Copa da França: 1937-38 e 1942-43